# 南北线 (新加坡地铁)
南北線（英語：North South line，縮寫NSL）是新加坡地鐵的一條地鐵路線，由SMRT地鐵營運，在路線圖上以紅色顯示，全長45公里，共設27座車站，其中11座位於地下。南北線由位於新加坡西區的裕廊東站開始，途經新加坡北區的兀蘭站前往新加坡中區的濱海南碼頭站。所有南北線列車皆以6節行駛。
南北線是新加坡第一條地鐵線，第一段由楊厝港站至大巴窯站於1987年11月7日通車，同年12月12日南延至萊佛士坊，1988年12月20日北延至義順站。1989年11月4日南延至濱海灣後分拆出東西線。1996年2月10日，南北線兀蘭延長線通車，新加坡地鐵支線併入本線。
自2010年代起，由於南北線作為第一條和最多乘客使用的地鐵線嚴重老化，故此在此線上進行了多項改善工程，包括更換枕木、第三軌以及引入新車輛（C151A, C151B 和 C151C）以取代舊車輛，增加載客量。南北線同時是第一條進行大型信號系統更換工程的路線，於2019年由半自動運行改為全自動運行。其他新增的車站包括2014年11月23日濱海南碼頭站啟用以及2019年11月2日坎貝拉站啟用。南北線還將增加多兩個新地鐵站（紅磚站和雙溪加株站），預計於2030年代啟用。

## 历史

### 初步發展
新加坡地鐵起源於1967年由國家及城市規劃計劃的規劃師，稱到了1992年新加坡就需要以鐵路為基礎的市區交通系統:66。進行了純巴士的交通系統是否更具成本效益的辯論後，時任通訊部部長王鼎昌認為只用純巴士的系統將在土地已經十分短缺的國土擠佔道路空間，不足以應付交通需求。
確定採用鐵路為基礎的系統後，新加坡地鐵第一期即南北線因途經諸如大巴窯、宏茂橋及中區等人口密集的地區，預定會有大量公共交通的需求而獲得優先興建。南北線預定可以減輕湯申-三巴旺路廊的交通堵塞。新加坡地鐵的工程於1983年10月22日開工，而第一段楊厝港站至大巴窯站於1987年11月7日通車。通車典禮上，支持新加坡地鐵規劃的王鼎昌以榮譽嘉賓身份主持典禮。時任通訊及新聞部部長楊林豐宣佈新加坡地鐵通車並開始營運。
由諾維娜途經萊佛士坊站至歐南園站一段在同年12月12日也落成投入服務。南北線於1988年12月20日北延至義順站，作為第2B期的一部分，之後在1989年11月4日延長至濱海灣站的同時拆分出東西線，開始獨立營運。

### 兀蘭延長線

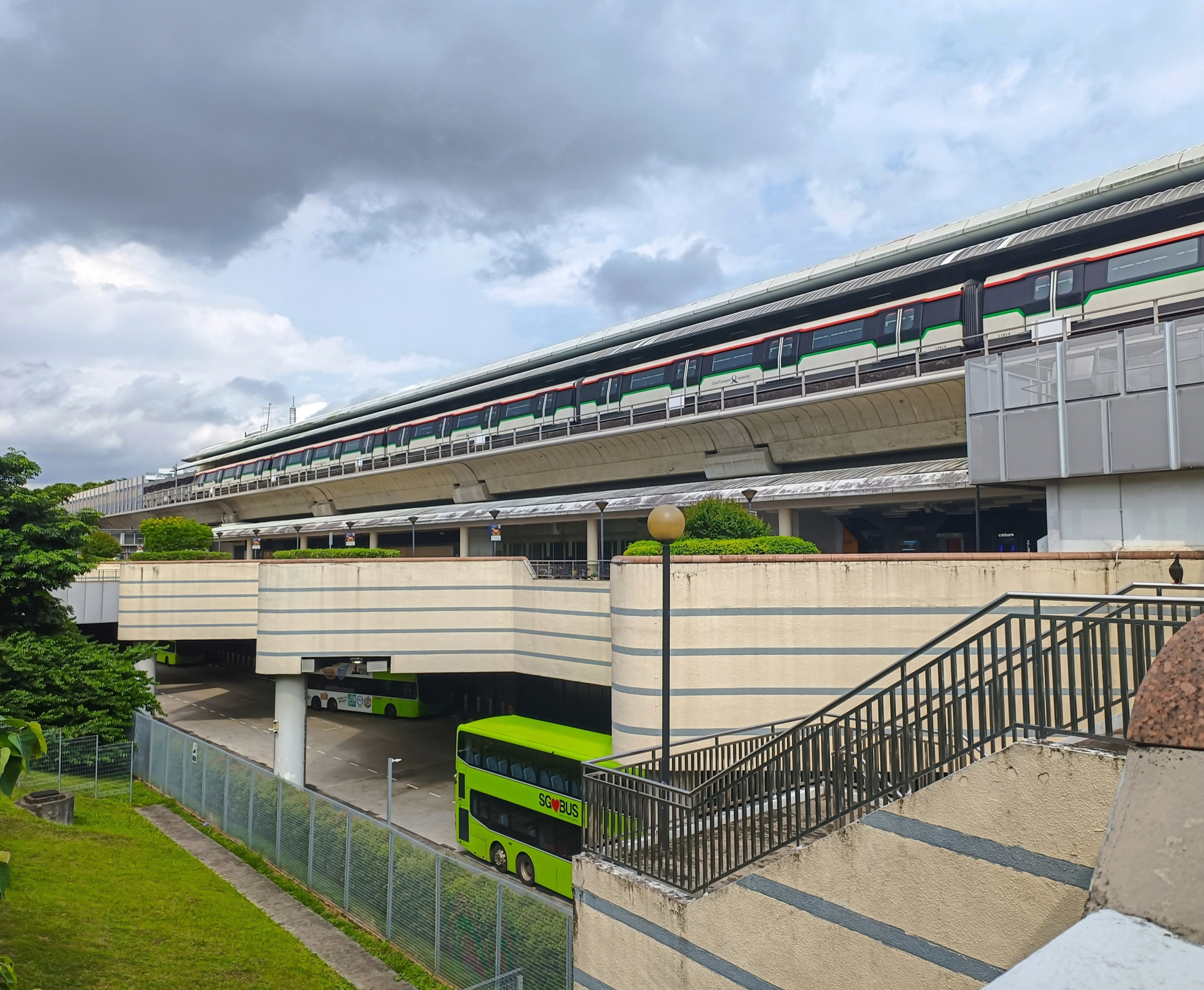
兀兰地鐵站

1990年來往裕廊東站至蔡厝港站的新加坡地鐵支線通車後，就有計劃延長至兀蘭，將義順站至蔡厝港站接通。兀蘭延長線在規劃期間受市區重建局1991年概念規劃而進行不少車站數量改動，以求將兀蘭作為新加坡北部的地區中心。
兀蘭延長線規劃初期，三巴旺站只計劃為預留車站，留待三巴旺地區發展後再行興建，不過三巴旺站工程與兀蘭延長線同步於1992年11月19日開工，而克蘭芝站在第二輪規劃後納入工程，雙溪加株站則被省略，留待該處發展後再行興建。
工程期間，新加坡地鐵耗資2.59億新元購入一共19列新車，由德國公司西門子設計，以補充起初的66列第一代C151型列車，同時加督、兀蘭和三巴旺的林地亦需平整。
1996年2月10日，時任新加坡總理吳作棟宣佈兀蘭延長線通車，新加坡地鐵支線正式併入南北線。兀蘭延長線耗資12億新元興建。

### 後續發展

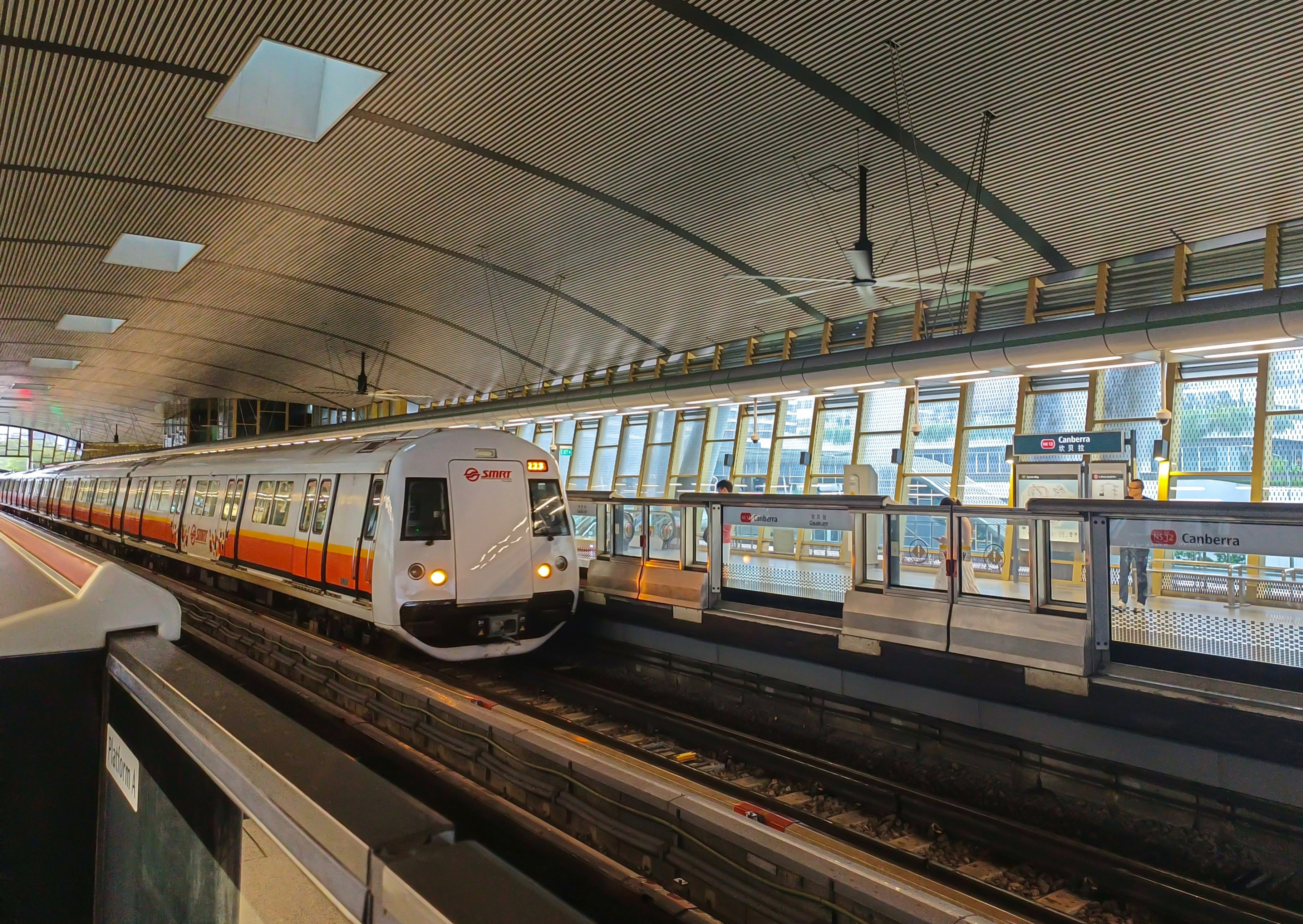
坎貝拉地鐵站

碧山站的南北線月台大修，2008年7月27日起，新的有空調月台啟用服務南行往濱海南碼頭的列車，乘客容量由1,250人增至2,020人，以便應付環線車站啟用後增加的客量。原來的月台現時改為供北行至裕廊東的列車使用，A月台的工程則被拖延近一年。月台瓷磚的重鋪在日間進行，而月台幕門的安裝則分段在夜間進行，同時亦加設了空調系統。月台改善工程於2009年5月23日全面完工。
根據陸路交通規劃2008，裕廊東的改善工程包括在裕廊東站興建第四軌道和新月台以減少候車時間和繁忙時間的人潮。改善工程於2011年5月27日完工。起初新軌道和月台只在早上繁忙時間營運，不過由2011年12月起也在傍晚繁忙時間營運。
2008年的陸路交通規劃當中，全長1公里的南北線延線也作為陸路交通管理局延長新加坡鐵路網絡的項目工程之一。由濱海灣站南延一站至濱海南碼頭站，於2014年11月23日通車。新車站可服務濱海南碼頭、新加坡濱海灣郵輪中心以及濱海灣市中心地區未來的發展。
2013年1月17日，陸路交通管理局宣佈進行興建坎貝拉站的可行性研究。研究於2014年完成，陸交局宣佈落實坎貝拉的新車站。坎貝拉站的工程於2016年3月26日開工。該站作為增設車站，採用側式月台設計，建於三巴旺站與義順站之間。車站耗資9000萬新元興建以服務鄰近地區的發展。坎貝拉站於2019年11月2日投入服務。

### 未來發展

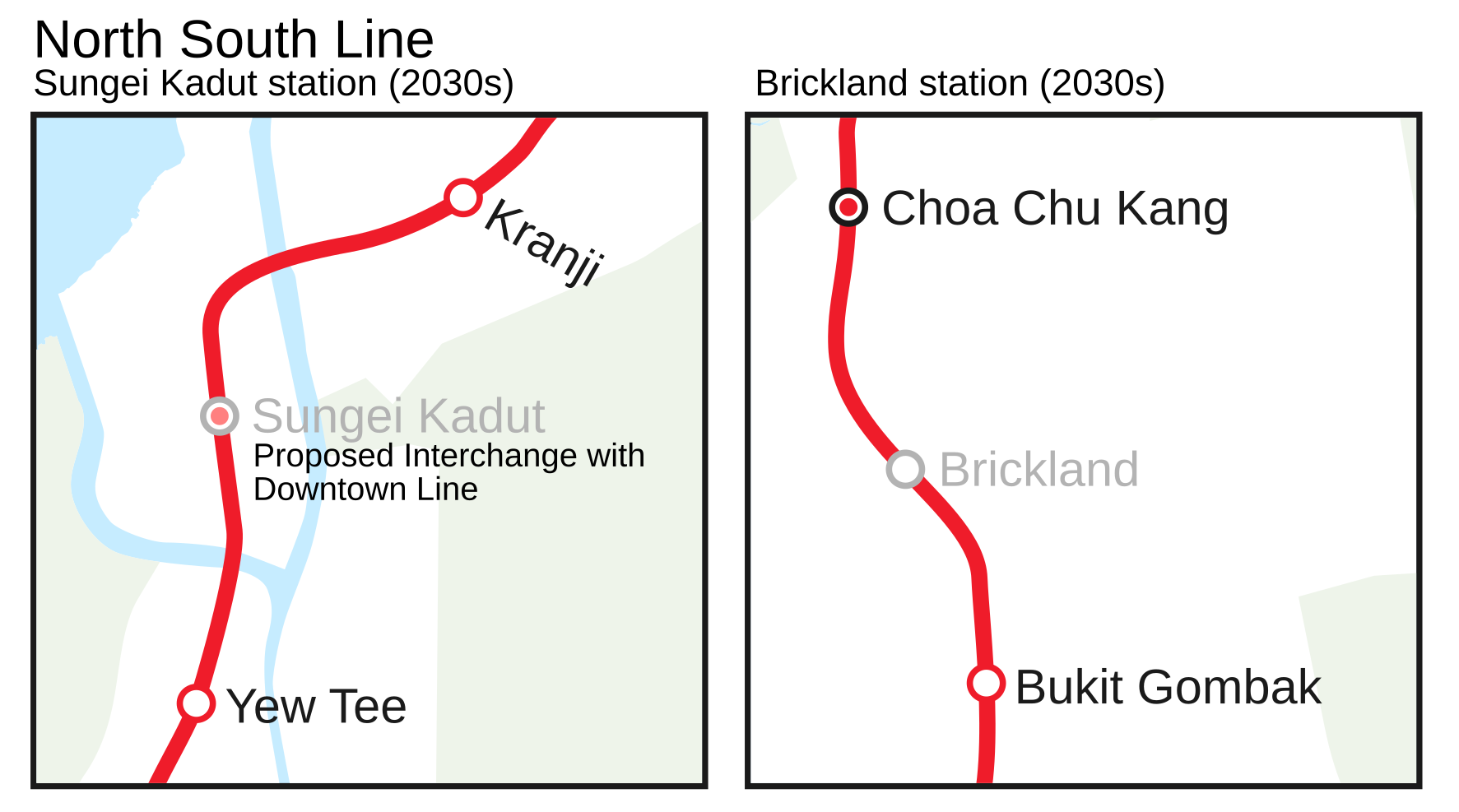
紅磚站和雙溪加株站的位置

在2040陸路交通發展總藍圖，現有南北線計劃興建兩座新車站。紅磚站建於武吉甘柏站及蔡厝港站之間，而雙溪加株站則建於油池站及克蘭芝站之間，並可與濱海市區線換乘。兩座車站都預計在2030年代中期建成。

## 特别班次
于早上及傍晚繁忙时段，南北线提供一组特别班次的列车，路线为：
- 滨海湾 —— 义顺

于特别时段如妆艺，佳节期间，以及搭客量多的时候，南北线也会提供两组特别班次的列车， 
按需求而定，路线为：
- 滨海湾 —— 义顺
- 滨海湾 —— 宏茂桥

除了国定假日之外，周一至周五每天的午餐时间（12时至2时）皆会有特定的列车服务，此项服务于2008年5月20日开始实施，路线为：
- 宏茂桥 —— 滨海湾。

## 车站列表
| 车站编号      | 车站名称   | 车站名称     | 车站名称 | 车站形式 | 營業距離（公里） | 營業距離（公里） | 车站接驳                             | 启用日期        | 施工期名称        |
| 车站编号      | 华语       | 英语与马来语 | 淡米尔语 | 车站形式 | 站間             | 累計             | 车站接驳                             | 启用日期        | 施工期名称        |
| ------------- | ---------- | ------------ | -------- | -------- | ---------------- | ---------------- | ------------------------------------ | --------------- | ----------------- |
| 南北线        |            |              |          |          |                  |                  |                                      |                 |                   |
| NS1 EW24 JE5  | 裕廊东     |              |          | 高架     | 0.0              | 0.0              | 东西线／裕廊线／新隆高铁／公交转乘站 | 1990年 3月10日  | 裕廊 裕廊镇       |
| NS2           | 武吉巴督   |              |          | 高架     | 2.1              | 2.1              | 公交转乘站                           | 1990年 3月10日  | 武吉巴督南        |
| NS3           | 武吉甘柏   |              |          | 高架     | 1.2              | 3.3              |                                      | 1990年 3月10日  | 武吉巴督北        |
| NS4 JS1 BP1   | 蔡厝港     |              |          | 高架     | 3.3              | 6.6              | 裕廊线／武吉班讓輕軌／公交转乘站     | 1990年 3月10日  | 武吉班讓          |
| NS5           | 油池       |              | இயூடீ      | 高架     | 1.4              | 8.0              |                                      | 1996年 2月10日  | 蔡厝港北          |
| NS6           | （未定）   | （未定）     | （未定） | 高架     | \|               | \|               | 市区线                               | 2030年代中期    | 双溪加株          |
| NS7           | 克兰芝     |              |          | 高架     | 4.1              | 12.1             |                                      | 1996年 2月10日  | 克蘭芝            |
| NS8           | 马西岭     |              |          | 高架     | 1.7              | 13.8             |                                      | 1996年 2月10日  | 兀蘭西            |
| NS9 TE2       | 兀兰       |              |          | 高架     | 1.5              | 15.3             | 汤东线／公交转乘站                   | 1996年 2月10日  | 兀蘭中            |
| NS10          | 海军部     |              |          | 高架     | 1.7              | 17.0             |                                      | 1996年 2月10日  | 兀蘭東            |
| NS11          | 三巴旺     |              |          | 高架     | 2.4              | 19.4             | 公交转乘站                           | 1996年 2月10日  | 三巴旺            |
| NS12          | 坎贝拉     |              |          | 高架     | 1.5              | 20.9             |                                      | 2019年11月2日   | 坎贝拉            |
| NS13          | 义顺       |              |          | 高架     | 1.7              | 22.6             | 公交转乘站                           | 1988年 12月20日 | 义顺北            |
| NS14          | 卡迪       |              |          | 高架     | 1.4              | 24.0             |                                      | 1988年 12月20日 | 义顺南 三巴旺     |
| NS15          | 杨厝港     | Yio Chu Kang |          | 高架     | 4.8              | 28.8             | 公交转乘站                           | 1987年 11月7日  | 杨厝港            |
| NS16 CR11     | 宏茂桥     | Ang Mo Kio   |          | 高架     | 1.5              | 30.3             | 跨岛线／公交转乘站                   | 1987年 11月7日  | 红毛桥            |
| NS17 CC15     | 碧山       | Bishan       |          | 半地下   | 2.4              | 32.7             | 环线／公交转乘站                     | 1987年 11月7日  | 甘榜山亭 山亭     |
| NS18          | 布莱德     | Braddell     |          | 地下     | 1.2              | 33.9             |                                      | 1987年 11月7日  | 布莱德            |
| NS19          | 大巴窑     |              |          | 地下     | 0.9              | 34.8             | 公交转乘站                           | 1987年 11月7日  | 大巴窑            |
| NS20          | 诺维娜     |              |          | 地下     | 1.4              | 36.2             |                                      | 1987年 12月12日 | 汤申 Thomson      |
| NS21 DT11     | 纽顿       |              |          | 地下     | 1.2              | 37.4             | 市区线                               | 1987年 12月12日 | 纽顿交通圈        |
| NS22 TE14     | 乌节       |              |          | 地下     | 1.2              | 38.6             | 汤东线                               | 1987年 12月12日 | 史格士 乌节林阴道 |
| NS23          | 索美塞     |              |          | 地下     | 1.0              | 39.6             |                                      | 1987年 12月12日 | 基里尼            |
| NS24 NE6 CC1  | 多美歌     |              |          | 地下     | 0.8              | 40.4             | 东北线／环线                         | 1987年 12月12日 | 多美歌            |
| NS25 EW13     | 政府大厦   |              |          | 地下     | 1.0              | 41.4             | 东西线 / CC3                         | 1987年 12月12日 | 圣安德烈          |
| NS26 EW14     | 莱佛士坊   |              |          | 地下     | 1.0              | 42.4             | 东西线 / DT17                        | 1987年 12月12日 | 中央区            |
| NS27 CE2 TE20 | 滨海湾     |              |          | 地下     | 1.0              | 43.4             | 滨海湾支线／汤东线                   | 1989年 11月4日  | 滨海南            |
| NS28          | 滨海南码头 |              |          | 地下     | 1.3              | 44.7             |                                      | 2014年11月23日  | 滨海码头          |